# Власов, Николай Андреевич
Никола́й Андре́евич Вла́сов (1934—1985) — советский военачальник, генерал-майор авиации, участник Афганской войны.

## Биография

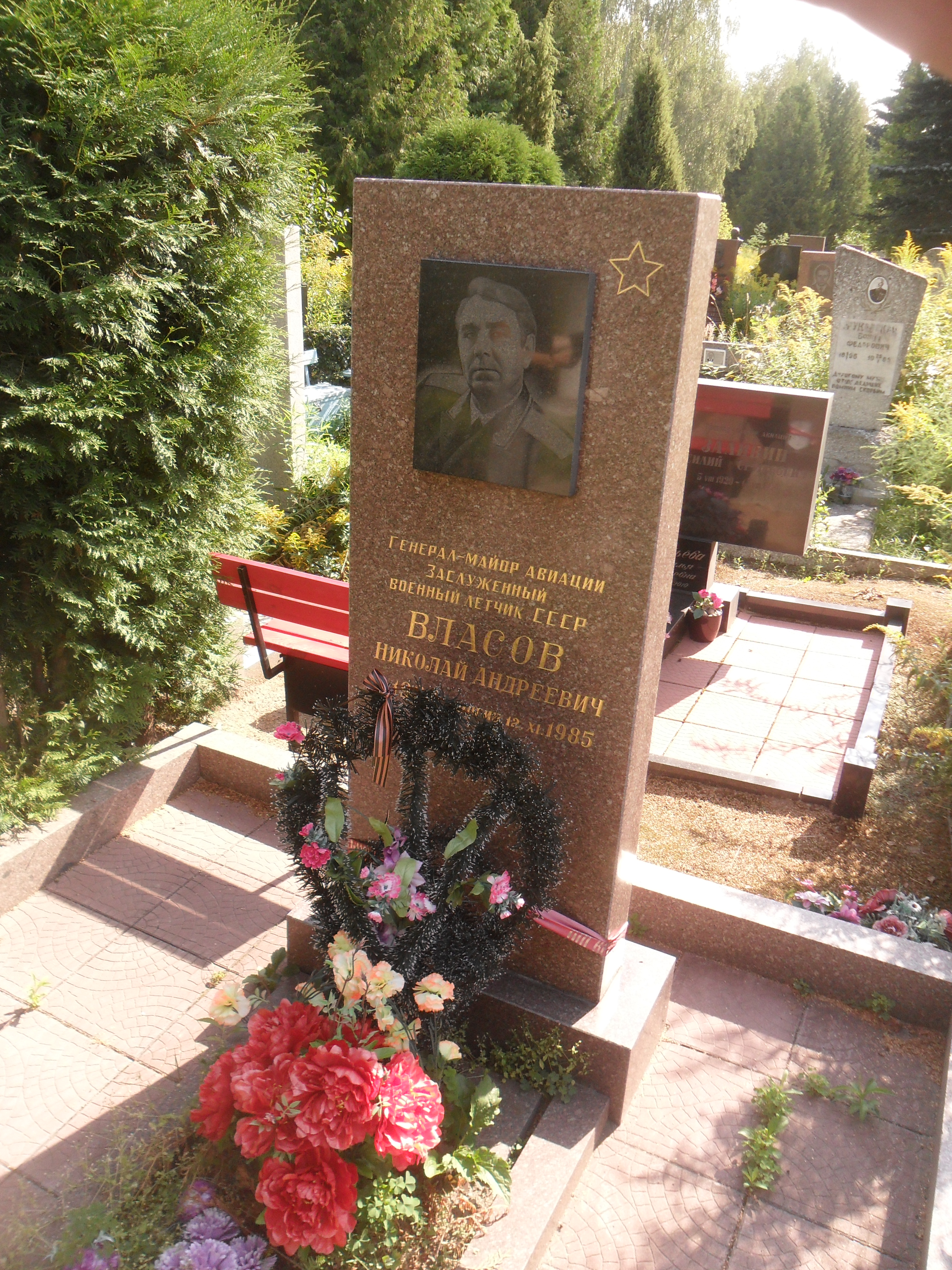
Могила Власова на Северном кладбище Минска

Николай Власов родился 30 января 1934 года в селе Пироговка (ныне — Харабалинский район Астраханской области). Воспитывался без отца. После окончания семи классов школы работал на Астраханской судостроительной верфи, параллельно с работой занимался в школе рабочей молодёжи и в аэроклубе. В октябре 1952 года Власов был призван на службу в Советскую Армию. В 1954 году он окончил Батайское военное авиационное училище лётчиков. Девять лет прослужил в Туркестанском военном округе, три года — в Группе советских войск в Германии. В 1970 году окончил Военно-воздушную академию. После этого служил в Московском военном округе командиром авиаполка, затем на различных командных должностях в Забайкальском военном округе (в течение 10 лет) и с 1983 года в Белорусском военном округе. В 1975 году получил звание заслуженного военного лётчика СССР. В 1978 году Власову присвоено воинское звание генерал-майор авиации.
В августе 1985 года Власов был направлен в Афганистан на должность военного советника командующего Военно-воздушными силами ДРА. Занимался обучением афганских лётчиков. 12 ноября 1985 года во время боевого вылета под Кандагаром его самолёт был обстрелян и сбит. Власов катапультировался, однако во время спуска на парашюте он был обстрелян противником и скончался от полученных ранений. Во время операции по эвакуации тела было сбито два эвакуационных вертолета и погибло около двух десятков десантников. Похоронен на Северном кладбище Минска.
За боевые заслуги и отличную службу генерал-майор авиации Николай Андреевич Власов был награждён орденами Красного Знамени, Красной Звезды, «За службу Родине в Вооружённых Силах СССР» 3-й степени, афганским орденом Красного Знамени и рядом медалей.
Памятник генералу Власову был установлен в воинской части Забайкальского военного округа, где он служил.

## Семья
Мать Евдокия Филипповна Власова. Брат.
Жена Людмила Лазаревна Власова, двое детей: дочь Татьяна, юрист; сын Константин, лётчик гражданской авиации.